# Друга збірна Шотландії з футболу
Друга збірна Шотландії з футболу, також відома, як Шотландія Б (англ. Scotland B national football team) — друга національна збірна команда Шотландії, є найближчим резервом основної збірної країни.
Управляється і контролюється Шотландською футбольною асоціацією.

## Концепція й історія
Друга збірна Шотландії була створена і задумана для перегляду гравців, які вважаються кандидатами в першу збірну країни. В основному, команда проводить матчі з другими збірними інших країн.
Другу національну команду Шотландії часто називають Майбутньою збірною Шотландії (англ. Scotland Futures football team), по терміну, введеному колишнім наставником «тартанової армії», Берті Фогтсом.
Свій перший матч Друга збірна Шотландії провела 11 листопада 1952 року проти Франції Б. Поєдинок проходив в Тулузі і закінчився безгольовою нічиєю.
У сезонах 2002/03 і 2005/06 шотландці брали участь в неофіційному Кубку других збірних, який проводився серед резервних національних команд. Наступник Фогста на посаді головного тренера «горян», Волтер Сміт, відмовився від практики ігор на даному турнірі, мотивуючи це рішення «перевантаженістю календаря в сучасному футболі».
На сьогодні друга «тартанова армія» провела 27 ігор в період з 1952 по 2009 рік.

## Список матчів Другої збірної Шотландії
| №  | Дата              | Опонент             | Місце                                         | Рахунок | Голи Шотландії                                      | Протокол                                                    |
| -- | ----------------- | ------------------- | --------------------------------------------- | ------- | --------------------------------------------------- | ----------------------------------------------------------- |
| 1  | 11 листопада 1952 | Франція Б           | «Муніципальний стадіон», Тулуза, Франція      | 0:0     | —                                                   |                                                             |
| 2  | 11 березня 1953   | Англія Б            | «Істер Роуд», Единбург, Шотландія             | 2:2     | Іан Макміллан Ангус Моррісон                        |                                                             |
| 3  | 3 березня 1954    | Англія Б            | «Рокер Парк», Сандерленд, Англія              | 1:1     | Джон Каммінг                                        |                                                             |
| 4  | 29 лютого 1956    | Англія Б            | «Денс Парк», Данді, Шотландія                 | 2:2     | Віллі Маккалох Джиммі Малкеррін                     |                                                             |
| 5  | 6 лютого 1957     | Англія Б            | «Сент-Ендрюс», Бірмінгем, Англія              | 1:4     | Іан Гардінер                                        |                                                             |
| 6  | 28 квітня 1987    | Франція Б           | «Питтодрі», Абердин, Шотландія                | 1:1     | Гері Макаллістер                                    |                                                             |
| 7  | 27 березня 1990   | Югославія Б         | «Фір-Парк», Мотервелл, Шотландія              | 0:0     | —                                                   |                                                             |
| 8  | 24 квітня 1990    | НДР                 | «Макдіармід Парк», Перт, Шотландія            | 1:2     | Рей Стивен                                          |                                                             |
| 9  | 2 лютого 1994     | Уельс Б             | «Рейскорс Граунд», Рексем, Уельс              | 1:2     | Кріс Маккарт                                        |                                                             |
| 10 | 21 лютого 1995    | Північна Ірландія Б | «Істер Роуд», Единбург, Шотландія             | 3:0     | Стівен Твід Даррен Джексон Стівен Райт              |                                                             |
| 11 | 10 жовтня 1995    | Швеція Б            | «Росунда», Стокгольм, Швеція                  | 2:1     | Данкан Ширер Том Браун                              |                                                             |
| 12 | 23 квітня 1996    | Данія Б             | «Нюкебінг Фальстер», Нюкебінг Фальстер, Данія | 0:3     | —                                                   |                                                             |
| 13 | 24 березня 1998   | Уельс Б             | «Бродвуд», Камбернолд, Шотландія              | 4:0     | Мартін Макінтош Алек Кліленд Пол Райт Колін Кемерон |                                                             |
| 14 | 21 квітня 1998    | Норвегія Б          | «Тайнкасл Парк», Единбург, Шотландія          | 1:2     | Стівен Кроуфорд                                     |                                                             |
| 15 | 17 грудня 2002    | Німеччина Б         | «Брюхвегштадіон», Майнц, Німеччина            | 3:3     | Кевін Кайл Стівен Г'юз Боб Малколм                  | The Scotsman                                                |
| 16 | 25 лютого 2003    | Туреччина Б         | «Анталія Ататюрк», Анталія, Туреччина         | 1:1     | Енді Грей                                           | BBC Sport [Архівовано 31 липня 2004 у Wayback Machine.]     |
| 17 | 20 травня 2003    | Північна Ірландія Б | «Фірхілл», Глазго, Шотландія                  | 2:1     | Дон Гатчісон Кевін Кайл                             | BBC Sport [Архівовано 19 липня 2004 у Wayback Machine.]     |
| 18 | 21 жовтня 2003    | Німеччина Б         | «Піттодрі», Абердин, Шотландія                | 0:1     | —                                                   | BBC Sport [Архівовано 12 грудня 2003 у Wayback Machine.]    |
| 19 | 10 грудня 2003    | Туреччина Б         | «Теннедайс Парк», Данді, Шотландія            | 1:1     | Стівен Колдвелл                                     | BBC Sport [Архівовано 4 грудня 2003 у Wayback Machine.]     |
| 20 | 7 грудня 2004     | Німеччина Б         | «Карл-Бенц», Мангайм, Німеччина               | 0:3     | —                                                   |                                                             |
| 21 | 19 квітня 2005    | Австрія Б           | «Паппельштадіон», Маттерсбург, Австрія        | 1:2     | Крейг Бітті                                         | The Scotsman                                                |
| 22 | 6 грудня 2005     | Польща Б            | «Реґбі Парк», Кілмарнок, Шотландія            | 2:0     | Гері Макдоналд Лі Міллер                            | The Scotsman                                                |
| 23 | 15 березня 2006   | Туреччина Б         | «Каледоніан», Інвернесс, Шотландія            | 2:3     | Стівен Нейсміт Лі Міллер                            | BBC Sport [Архівовано 25 жовтня 2012 у WebCite]             |
| 24 | 14 листопада 2006 | Ірландія Б          | «Далімаунт-Парк», Дублін, Ірландія            | 0:0     | —                                                   | BBC Sport [Архівовано 11 грудня 2019 у Wayback Machine.]    |
| 25 | 7 лютого 2007     | Фінляндія Б         | «Реґбі Парк», Килмарнок, Шотландія            | 2:2     | Шон Малоні Алан Гоу                                 | BBC Sport [Архівовано 19 лютого 2007 у Wayback Machine.]    |
| 26 | 20 листопада 2007 | Ірландія Б          | «Ексельсіор», Ейрдрі, Шотландія               | 1:1     | Стів Говард                                         | BBC Sport [Архівовано 22 листопада 2007 у Wayback Machine.] |
| 27 | 6 травня 2009     | Північна Ірландія Б | «Ексельсіор», Ейрдрі, Шотландія               | 3:0     | Енді Вебстер Джордж Бойд Лі Гріффітс                | BBC Sport [Архівовано 7 травня 2009 у Wayback Machine.]     |